# St-Savinien (Melle)

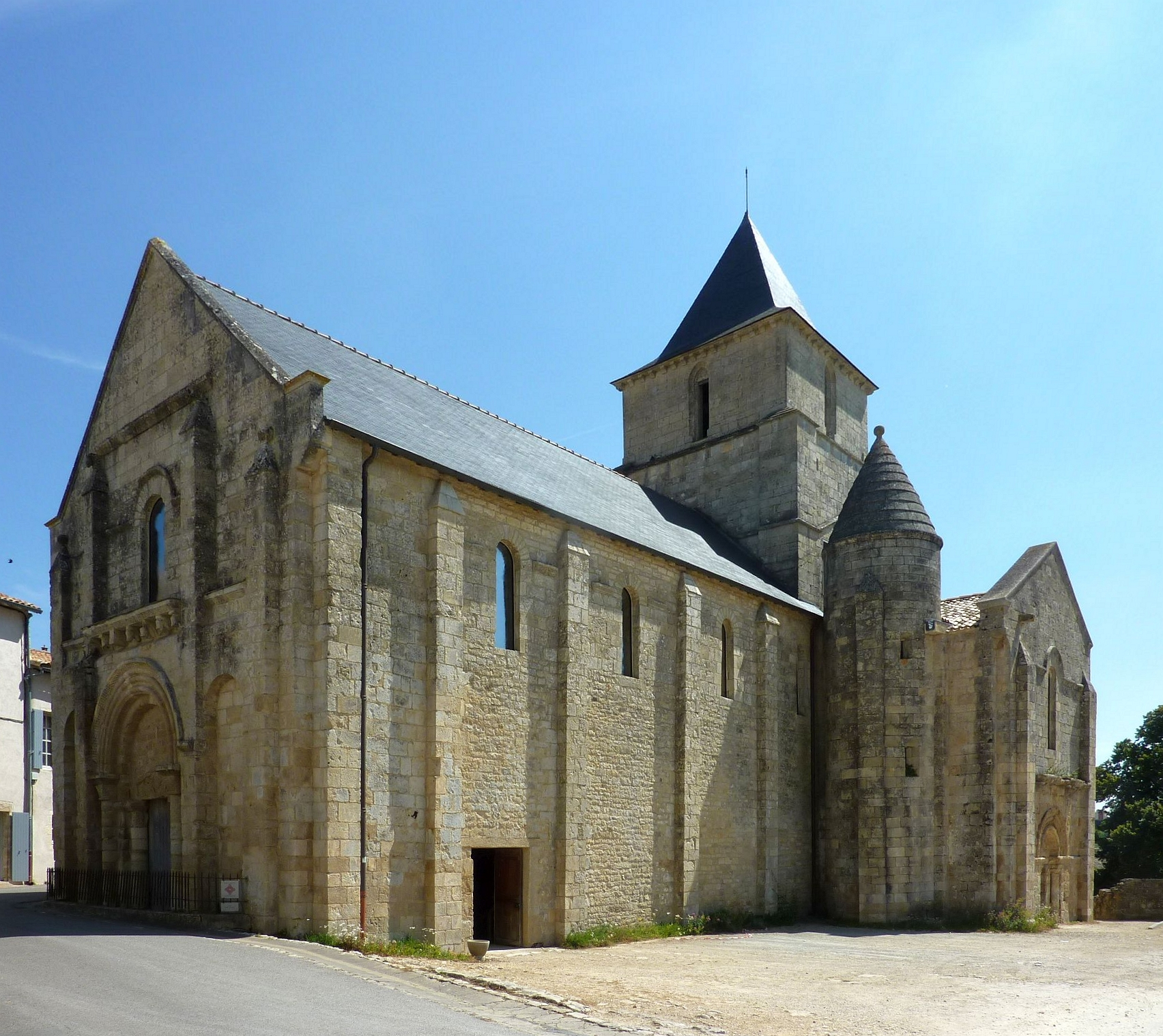
Kirche St-Savinien, 2016

St-Savinien ist eine profanierte romanische Kirche in Melle (Département Deux-Sèvres) in der Region Nouvelle-Aquitaine in Frankreich. Die Kirche ist seit 1914 als monument historique („historisches Denkmal“) klassifiziert.

## Beschreibung
St-Savinien, die älteste romanische Kirche von Melle, stammt aus dem späten 11. oder beginnenden 12. Jahrhundert. Sie liegt auf einem Hügel im Stadtzentrum. Ihr Patrozinium bezieht sich auf den heiligen Savinien, einen der Erzbischöfe von Sens. St-Savinien ist eine einschiffige Saalkirche mit Querhaus. Sie diente ursprünglich als Schlosskapelle einer Burg, die selbst aber während der Revolution restlos zerstört wurde. 1965 ist der Bau restauriert worden. Er strahlt noch heute eine große archaische Strenge aus, die hochliegenden Fenster sind – wie fast immer in der frühen Romanik – klein und schlank, die Mauern wirken außerordentlich massiv.
Von 1801 bis 1926 wurde das Kirchengebäude als Gefängnis genutzt. Heute dient es als Ausstellungsraum und Konzertsaal für das Musikfestival.

### Innenraum
Das Schiff mit seinem klaren rechteckigen Grundriss besitzt keine steinerne Einwölbung. Daher sind die Wände des Schiffs nicht ohne Pfeilervorlagen oder ähnliche Strukturen gegliedert. Das Mauerwerk aus Steinquadern ist außen wie innen unverputzt. Im 19. Jahrhundert erhielt das Schiff ein hölzernes Tonnengewölbe, sodass von dem ehemals vielleicht offenen Dachstuhl nur noch einige, das Schiff waagerecht überspannende Zuganker aus Holz zu sehen sind.
Vierung, Querhaus und Chorapsis haben dagegen steinerne Gewölbe. Die Vierung reicht im Turm bis etwa in Dachfirsthöhe, hat aber keine Turmfenster. Auf dem Quadrat der Vierung steht, durch Trompen gestützt, ein oktogonaler gleichseitiger Tambour. Dieser trägt eine verputzte und weiß getünchte Kuppel, die ebenfalls achteckig beginnt, deren Ecken jedoch nach oben hin abflachen. Im Scheitel der Kuppel gibt es eine kreisförmige Aussparung, die von einer ringförmigen Einfassung aus Keilsteinen eingerahmt wird.
Die Vierungsbögen, die Gurtbögen des Chors, die Tonnengewölbe von Querhaus und Chor und die Halbkuppel über der Apsis sind spitzbogig, was auf Einfluss aus dem Burgund deutet, vgl. Abtei Cluny.

### Fassaden
Die weitgehend schmucklose Westfassade stammt eventuell noch aus dem ausgehenden 11. Jahrhundert und unterscheidet sich von den Kirchen der Umgebung: Massive Strebepfeiler stützen den Bau und rahmen zwei hohe seitliche Blendarkaden. Der Türsturz des Portals ist als Attika gestaltet, sein Figurenschmuck zeigt Christus in einer runden Mandorla, flankiert von zwei Löwen. Darüber erstreckt sich bis zum gestuften Rundbogen ein heute leeres Tympanon. Die Gestaltung verweist möglicherweise auf eine auvergnatische Bauschule, vgl. Prioratskirche Thuret. Das linke Kapitell zeigt ein Bestiarium mit stehenden Löwen, das rechte Flechtbandwerk.
Die Kirche hat noch ein zweites Portal, das ins südliche Querhaus führt; es hat – wie im Poitou üblich – kein Tympanon, dafür aber schöne Archivoltenbögen.
Die Außenseite der fast schiffbreiten Apsis ist in für die Romanik typischer Weise durch halbrunde Lisenen gegliedert. Die übrigen Wände weisen flache Strebepfeiler auf. Wie die Portale sind auch die meisten Fenster rundbogig. Ausnahmen finden sich an anscheinend nachträglich hinzugefügten Bauteilen, nämlich im Glockengeschoss des Turms und an der nur wenig vorstehenden Ostkapelle des Südseitenschiffs. Das obere Mittelfeld des Westgiebels, das Oberfeld des südlichen Querhausgiebels sowie Chor und Apsis sind in Kämpferhöhe der Fenster mit Simsen geschmückt, die die Fensterbögen in vertikaler Verkröpfung umfahren. Die Dachtraufen von Apsis und Chor werden von figürlich gestalteten Konsolen gestützt.
Der zweigeschossige Vierungsturm hat zwei umlaufende Simse und bis in Höhe der Sohlbänke der Schallöffnungen schwach ausgebildete Strebepfeiler.

Kirche St-Savinien in Melle
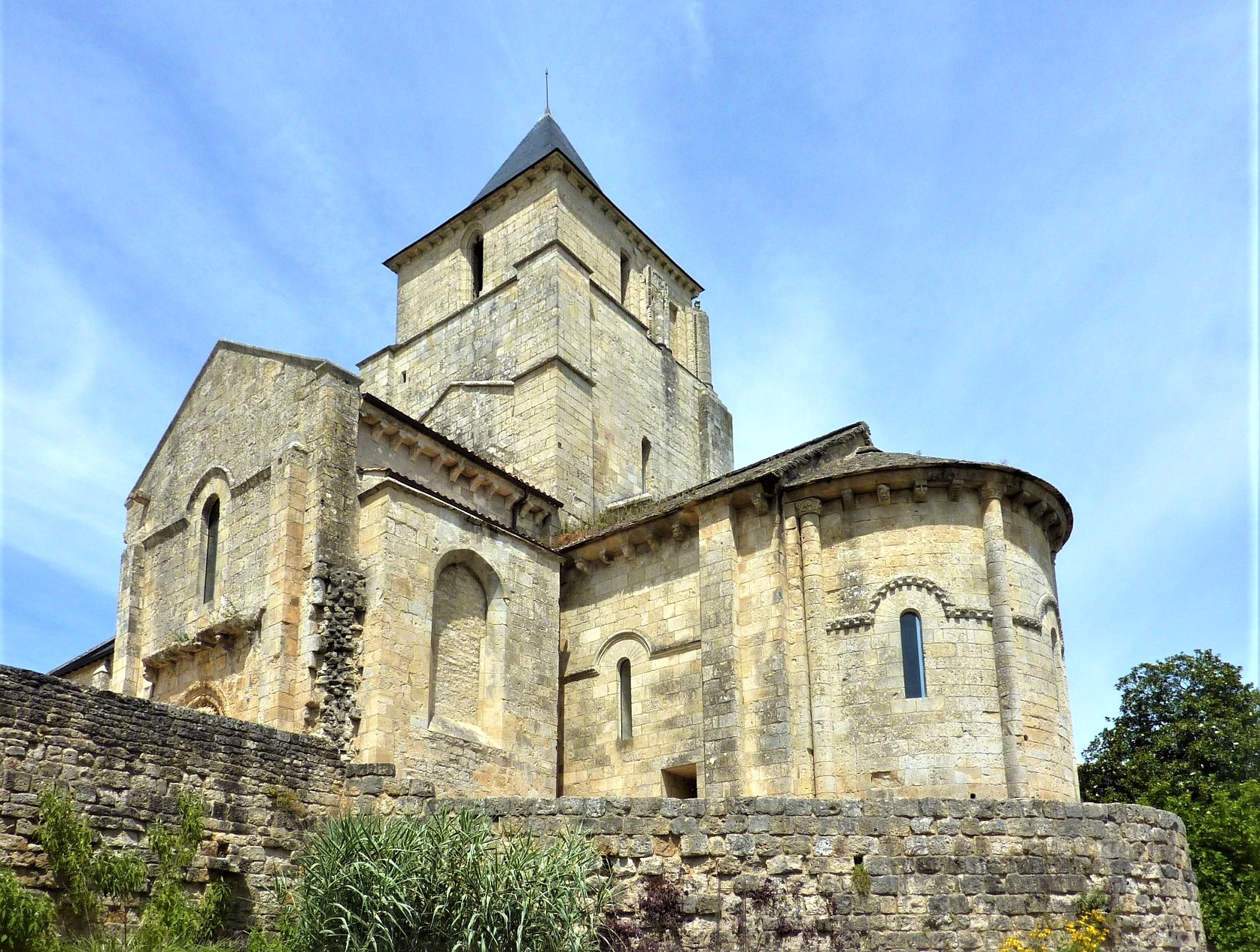
Chorhaupt
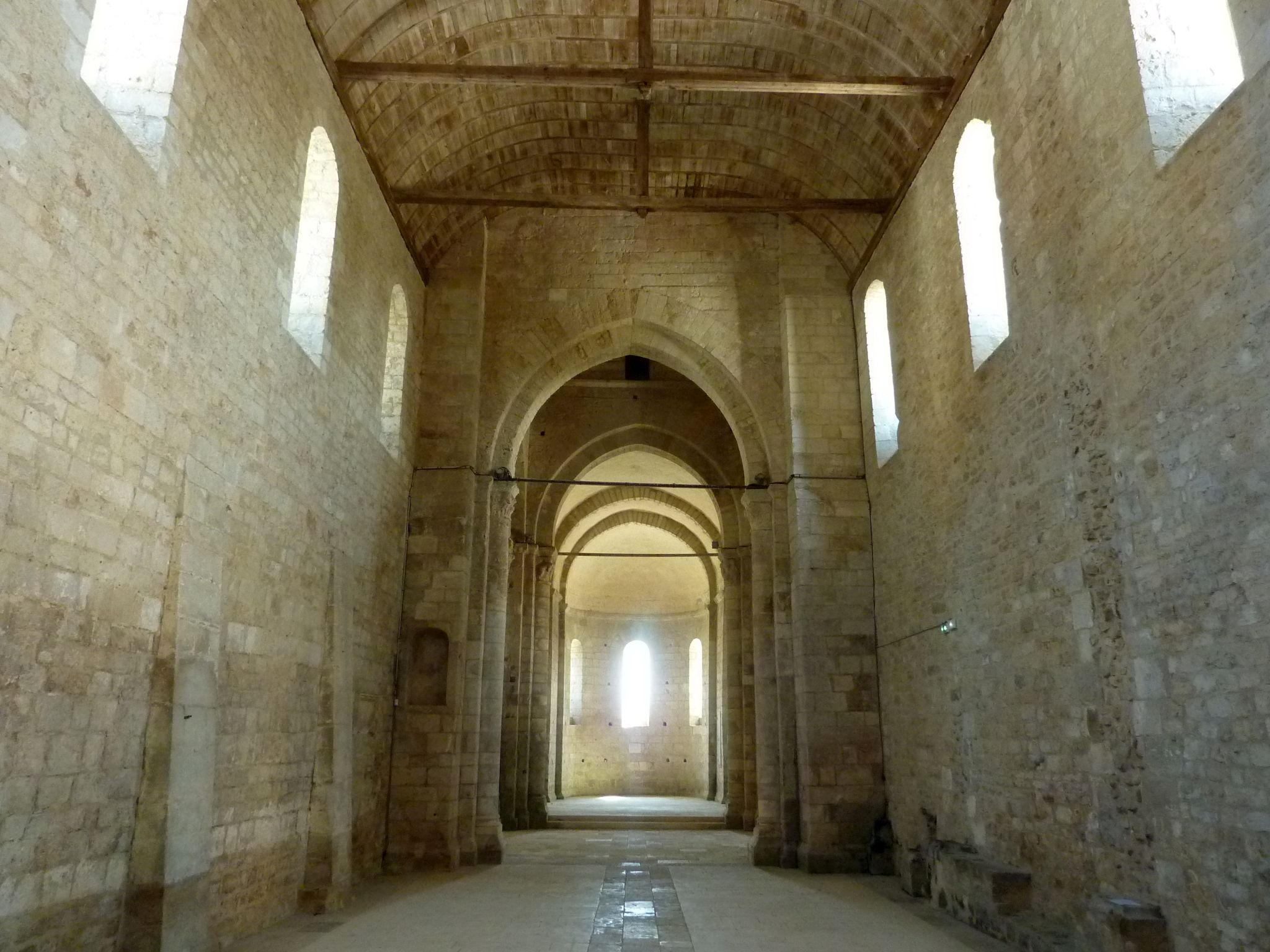
Kirchenschiff mit hochliegenden Fenstern  und Holzgewölbe
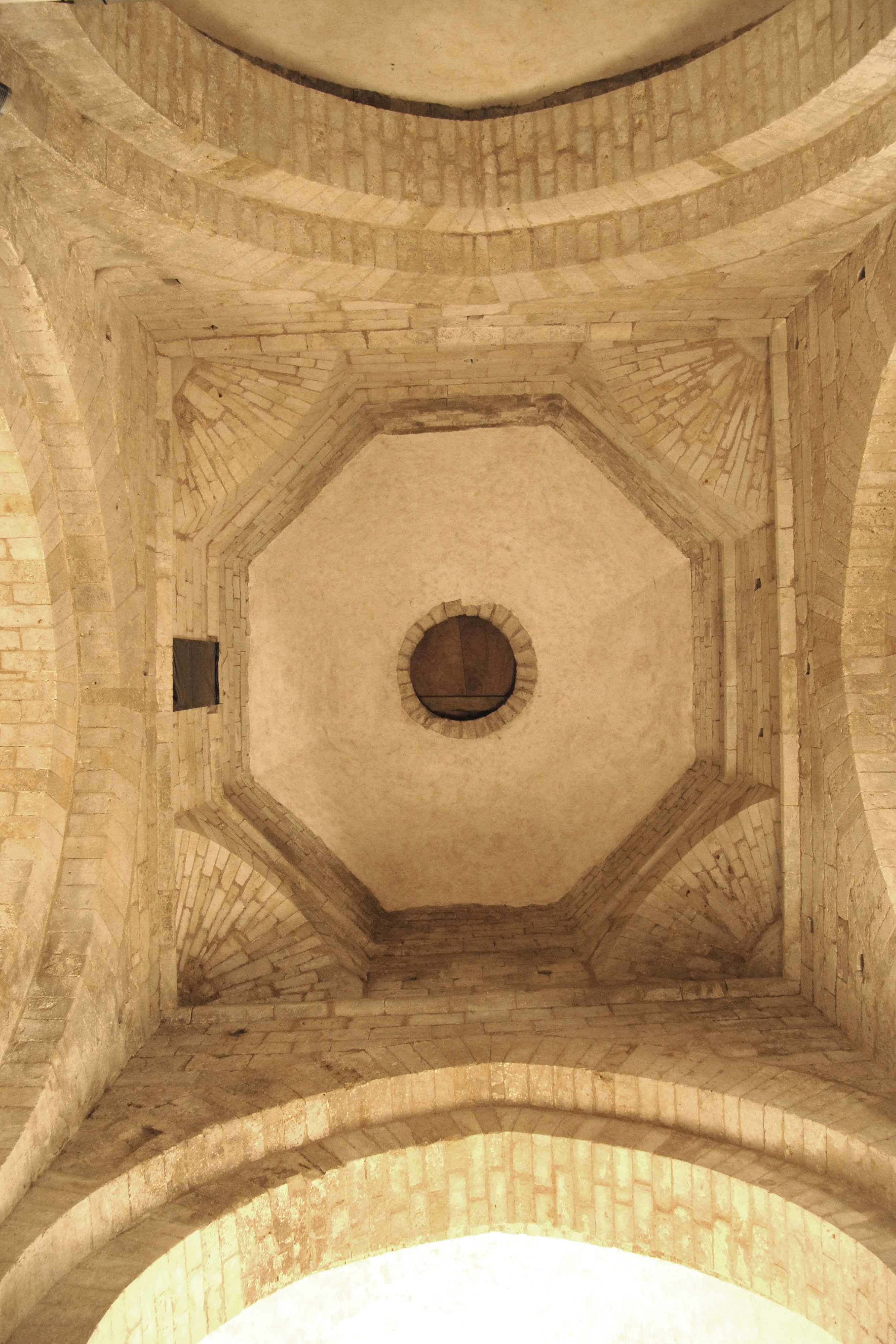
Kuppel der Vierung auf Trompen und oktogonalem Tambour
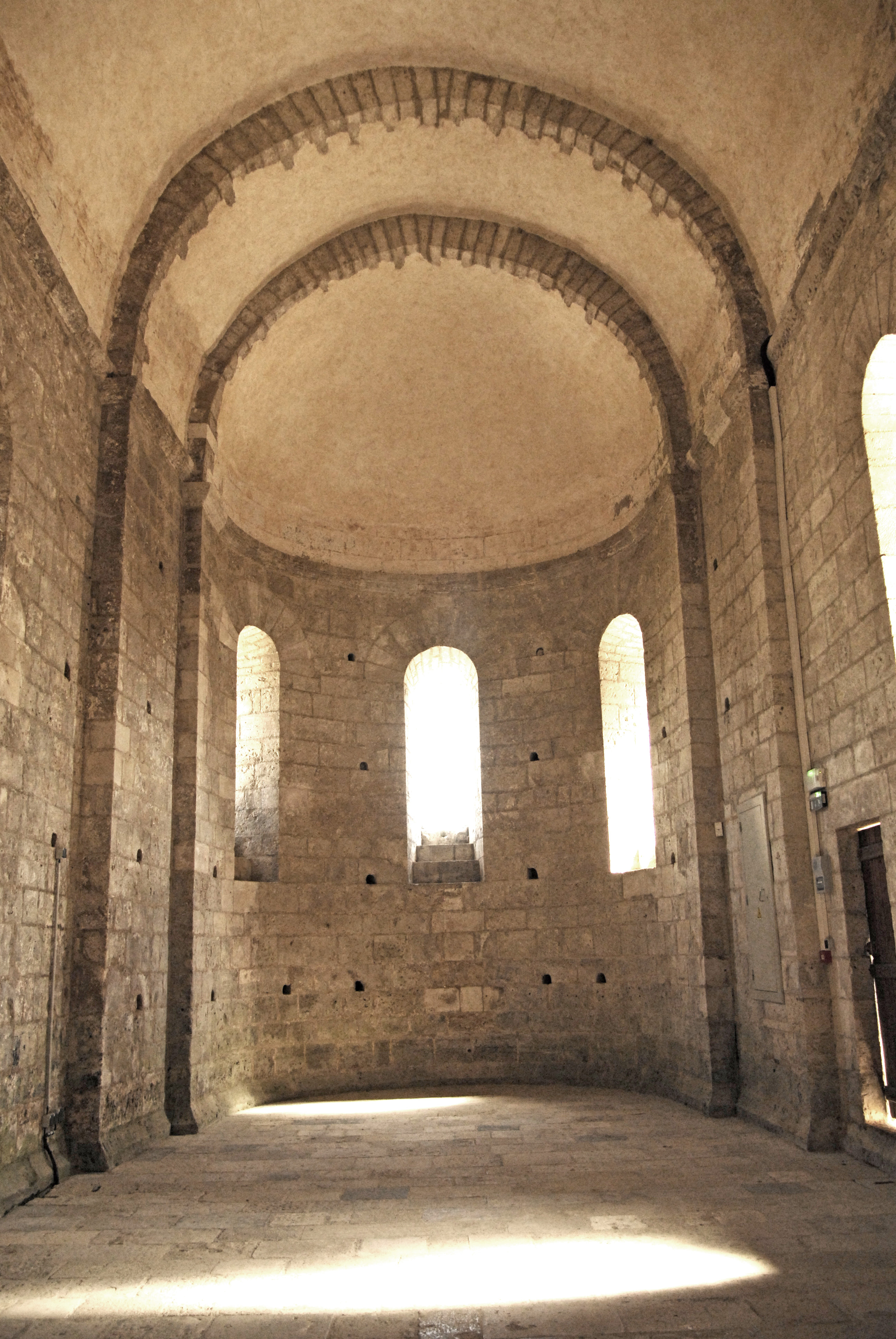
Chor mit Steingewölbe, Gurtbögen und Apsisfenstern